# Dhaka Tribune
Die Dhaka Tribune ist eine im Jahr 2013 in Bangladesch gegründete englischsprachige Tageszeitung. Die Gründung der Zeitung wurde offiziell in einer Festveranstaltung im Pan Pacific Sonargaon-Hotel in Dhaka am 13. April 2013 bekanntgegeben. Eigentümer ist die 2A Media Ltd unter ihrem Vorsitzenden Kazi Zahin Hasan. Nach den Angaben der Herausgeber strebt die Zeitung eine Anhebung des Niveaus der politischen Debatten in Bangladesch an. Sie sieht sich als parteipolitisch unabhängig und bekennt sich nach eigener Aussage zu den Grundwerten des Landes, „insbesondere der Demokratie, der nationalen Souveränität und dem Säkularimus“ und will „zur Heranbildung einer properierenden, gerechten und toleranten Gesellschaft“ beitragen.
Die Zeitung hat mehrfach sehr liberale Standpunkte in strittigen gesellschaftlichen Fragen bezogen. So befürwortete sie in einem Artikel am 29. August 2013 die Entkriminalisierung von gleichgeschlechtlichen Beziehungen. Die Zeitung berichtete auch ausführlich und kritisch über die durch Islamisten verübten Morde an Säkularisten und warnte vor dem islamischen Extremismus.